# HD 87438
HD 87438，又名CP-61 1431，SAO 250789、HR 3967，是一颗恒星，视星等为6.42，位于銀經284.58，銀緯-5.45，其B1900.0坐标为赤經9h 59m 46.2s，赤緯-61° -5.45′ 23″。